# Žataj
Žataj (in lingua russa Жатай) è una cittadina di 11 583 abitanti situata nella Sakha-Jacuzia, in Russia.